# Eudistoma tigrum
Eudistoma tigrum är en sjöpungsart som beskrevs av Kott 1990. Eudistoma tigrum ingår i släktet Eudistoma och familjen Polycitoridae. Inga underarter finns listade i Catalogue of Life.